# Список прем'єр-міністрів Ефіопії
У статті подано список прем'єр-міністрів Ефіопії від 1987 року до теперішнього часу.

## Список
| №                                           | Ім'я (роки життя)                    | Фото | Початок терміну  | Закінчення терміну | Політична партія                              |
| ------------------------------------------- | ------------------------------------ | ---- | ---------------- | ------------------ | --------------------------------------------- |
| Народно-Демократична Республіка Ефіопія     |                                      |      |                  |                    |                                               |
| 1                                           | Фікре Селассіє Вогдересс (1945-2020) |      | 10 вересня 1987  | 8 листопада 1989   | Робітнича партія Ефіопії                      |
| —                                           | Гайлу Їмену (в. о.) (-1991)          |      | 8 листопада 1989 | 26 квітня 1991     | Робітнича партія Ефіопії                      |
| —                                           | Тесфає Дінка (в. о.) (-)             |      | 26 квітня 1991   | 27 травня 1991     | Робітнича партія Ефіопії                      |
| Перехідний уряд                             |                                      |      |                  |                    |                                               |
| —                                           | Тамрат Лайне (в. о.) (1955-)         |      | 6 червня 1991    | 22 серпня 1995     | Амхарський національний демократичний рух     |
| Федеративна Демократична Республіка Ефіопія |                                      |      |                  |                    |                                               |
| 2                                           | Мелес Зенаві (1955–2012)             |      | 23 серпня 1995   | 20 серпня 2012     | Тиграйський народний визвольний фронт         |
| 3                                           | Гайле Мар'ям Десалень (1965-)        |      | 20 серпня 2012   | 2 квітня 2018      | Південноефіопський народний демократичний рух |
| 4                                           | Абій Ахмед Алі                       |      | 2 квітня 2018    |                    |                                               |